# XXXIII Liceum Ogólnokształcące Dwujęzyczne im. Mikołaja Kopernika w Warszawie

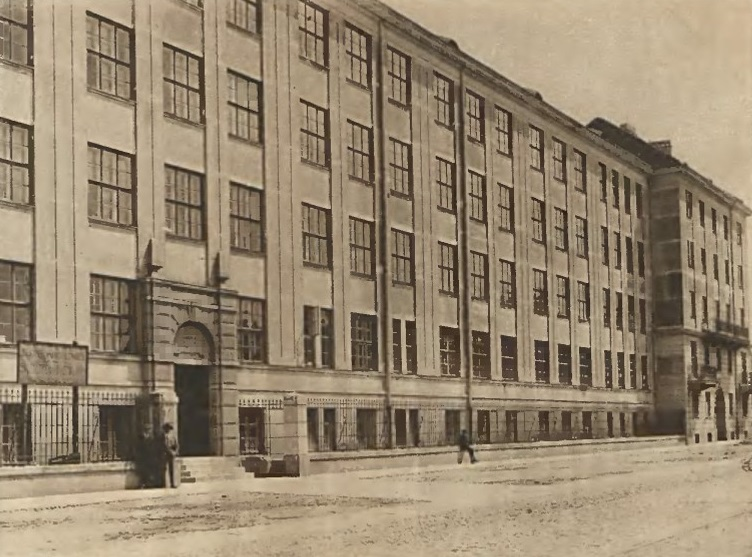
Budynek szkoły w latach 20. XX wieku

XXXIII Liceum Ogólnokształcące Dwujęzyczne im. Mikołaja Kopernika (ang. Copernicus Bilingual High School in Warsaw) – liceum ogólnokształcące znajdujące się przy ulicy Józefa Bema 76 na warszawskiej Woli.

## Historia szkoły – kalendarium
- 1927 – oddanie do użytku budynku szkoły przy ul. Bema 76, zaprojektowanego przez Teodora Łapińskiego i Józefa Krupę
- 1939 – od tego roku w szkole mieścił się szpital; w okresie okupacji niemieckiej wielu nauczycieli pracowało społecznie na tajnych kompletach lub działało w podziemiu
- 1942 – nauka odbywa się w baraku przy ulicy Wolskiej podzielonym między kilka szkół: 55, 63, 132, 182, 183
- 1949 – powołanie w budynku przy ulicy Bema 76 szkoły nr IV TPD; dyrektorem zostaje Henryk Gronkowski
- 1952 – Włodzimierz Lamparski zostaje dyrektorem szkoły
- 1953 – mury szkoły opuszcza pierwszy rocznik maturzystów; jednocześnie szkoła plasuje się w gronie najlepszych w mieście
- 1957–1959 – w gmachu szkoły funkcjonuje Liceum nr XXXIII i Szkoła Podstawowa; dyrektorem jest Genowefa Liponoga
- 1959 – dyrektorem szkoły zostaje Jan Dobrowolski
- 1960 – nadanie szkole imienia Mikołaja Kopernika
- 1962 – liceum im. Mikołaja Kopernika jako pierwsza szkoła w Polsce otwiera klasę z wykładowym językiem angielskim
- 21 października 1970 – uroczysta inauguracja obchodów pięćsetnej rocznicy urodzin Mikołaja Kopernika
- 13 czerwca 1975 (piątek) – w trakcie wymiany dachu wybucha pożar, w wyniku którego zniszczeniu ulega cały dach liceum
- 1979 – dyrektor Jan Dobrowolski odchodzi na emeryturę (po 20 latach kierowania szkołą), dyrektorem zostaje Albert Stoma
- 1984 – zatrudnienie w liceum pierwszego wolontariusza native speaker
- 1992 – liceum uzyskuje afiliację International Baccalaureate Organization
- 1 września 1993 – rozpoczyna naukę pierwsza w Polsce, równolegle z III LO w Gdyni, klasa z programem matury międzynarodowej – International Baccalaureate z wykładowym językiem angielskim
- 1999 – 50. rocznica szkoły – zjazd absolwentów
- 2004 – 55. rocznica szkoły – spotkanie absolwentów
- 2009 – 60. rocznica szkoły – zjazd absolwentów
- 2010 – dyrektor Albert Stoma odchodzi na emeryturę, dyrektorem zostaje Justyna Matejczyk.
- 1 września 2012 – utworzenie wraz z Gimnazjum Dwujęzycznym nr 50 im. gen. Władysława Sikorskiego w Warszawie Zespołu Szkół nr 117

Od 1993 roku w XXXIII Liceum funkcjonują klasy przygotowujące do Matury Międzynarodowej – International Baccalaureate (IB).

## Dyrektorzy w historii szkoły
- 1949–1951 – Henryk Gronkowski
- 1952–1957 – Włodzimierz Lamparski
- 1957–1959 – Genowefa Liponoga
- 1959–1979 – Jan Dobrowolski
- 1979–2010 – Albert Stoma
- od 2010 – Justyna Rosiek

## Nauczyciele
- 1951-1992 – Mieczysław Momot (Język Polski)
- 1955-1986 – Robert Radomski (Język Rosyjski)
- 1966-1985 – Olgierd Błotnicki (Język Angielski, Język Rosyjski)
- 1968-1982 – dr Krystyna Żebrowska (Język Polski)
- 1973-1993 – Maria Bis (Język Angielski)
- 1973-1992 – Józefa Słomnicka (Język Rosyjski)
- 1974-2004 – Zbigniew Nowak (Matematyka, Fizyka)
- 1977-1981 – Ireneusz Gugulski (Język Polski)
- Jakub Puchow (Wychowanie Fizyczne)

## Absolwenci
- Edyta Bartosiewicz – piosenkarka rockowa, kompozytorka, autorka tekstów
- Łukasz Bielan – operator filmowy pracujący w Hollywood
- Wit Bogusławski – artysta rzeźbiarz, malarz i projektant wnętrz
- Alina Cała – historyczka, feministka
- Tomasz Chlebowski – astronom, działacz opozycji w PRL, menedżer
- Jolanta Fajkowska – dziennikarka i prezenterka telewizyjna, aktorka
- Krzysztof Głogowski – radca prawny, w latach 2006–2008 pełnił funkcję prezesa zarządu PGNiG S.A.
- Adam Grzegorczyk – założyciel pierwszej w Polsce Wyższej Szkoły Promocji w Warszawie
- Andrzej Jakimowski – reżyser filmowy
- Piotr Jaroszyński – filozof, profesor, kierownik Katedry Filozofii Kultury na Katolickim Uniwersytecie Lubelskim
- Krzysztof Kamyszew – twórca i wieloletni dyrektor Festiwalu Filmu Polskiego w Ameryce, obecnie prezes i dyrektor Międzynarodowego Chicagowskiego Festiwalu Filmu Dokumentalnego, szef The Society For Arts.
- Jarosław Kaczyński – polityk, premier w latach 2006–2007
- Andrzej Stefan Kałuszko – reżyser filmowy, scenarzysta
- Andrzej Karpowicz –  adwokat, działacz kulturalny i urzędnik państwowy, w latach 1990–1991 podsekretarz stanu w Ministerstwie Kultury i Sztuki[2]
- Tomasz Karpowicz – językoznawca
- Waldemar Koszewski – neurochirurg
- Tomasz Kozlowski – Associate Professor of Surgery, Transplant Surgeon, University of North Carolina, School of Medicine
- Stefan Krzysztof Kuczyński – historyk, heraldyk
- Piotr Kuziński – reżyser, dokumentalista
- Jadwiga Linde – językoznawca
- Joanna Ładzińska- Molak – dziennikarka telewizyjna, prezenterka
- Dariusz Malejonek – muzyk, kompozytor, wokalista
- Mona Czerwińska-May – projektantka kostiumów pracująca w Hollywood
- Krzysztof Pater – ekonomista, były działacz SLD, minister Polityki Społecznej w drugim rządzie Marka Belki w roku 2004.
- Maciej Pawlicki – publicysta, producent telewizyjny
- Tadeusz Pióro – poeta, prozaik, felietonista, tłumacz z języka angielskiego
- Kinga Rusin – prezenterka, dziennikarka telewizyjna
- Urszula Rzepczak – dziennikarka, korespondentka TVP
- Wojciech Siewierski – prawnik, dyplomata, były konsul RP w Los Angeles
- Maria Smereczyńska – polityk, lekarz, posłanka na Sejm III kadencji
- Jerzy Sosnowski – pisarz, publicysta, dziennikarz
- Tomasz Stockinger – aktor
- Teresa Sukniewicz – lekkoatletka, olimpijka z Meksyku
- Karol Strzemieczny – wokalista, gitarzysta, kompozytor i tekściarz
- Filip Szcześniak (Taco Hemingway) – polski raper
- Bohdan Szklarski – profesor, politolog, dyrektor Instytutu Badań nad Przywództwem Collegium Civitas, docent w Instytucie Studiów Politycznych PAN oraz w Ośrodku Studiów Amerykanistycznych UW
- Tadeusz Woźniak – muzyk, kompozytor i wokalista[2]

## Uczniowie
Osoby, które w tym Liceum nie zdawały/nie uzyskały matury:
- Włodzimierz Fruczek – pierwszy polski artystyczny grafficiarz